# Marie N
Marija Naumova (Riga, 23 de junio de 1973), de nombre artístico Marie N, es una de las cantantes letonas más populares en su país y alrededores, con canciones en letón, inglés, francés, portugués y ruso.

## Eurovisión
El Festival de la Canción de Eurovisión 2002 fue el 47.º Festival de la Canción de Eurovisión, y se celebró el 25 de mayo de 2002, en Tallin, Estonia. Los presentadores fueron Annely Peebo y Marko Matvere. Marie N fue la ganadora de este Festival, representando a Letonia con la canción "I wanna". Ganó en la última votación, a una distancia de 12 puntos de la segunda clasificada, Ira Losco por Malta. Marie no estaba entre las máximas favoritas pero sorprendió con una puesta en escena muy original que posteriormente tratarían de imitar sin éxito más delegaciones. También presentó el Festival de Eurovision 2003.
Es licenciada en Derecho por la Universidad de Letonia. En 2005, fue nombrada como representante de Letonia de buena voluntad de UNICEF.
Vive actualmente con su familia en Francia, pero va muy habitualmente a Letonia. Ahora mismo, tiene un parón profesional para consagrarse a su familia.

## Discografía
- 1998 До светлых слёз
- 1999 Ieskaties acīs
- 2001 Ma voix, ma voie
- 2002 On a Journey
- 2003 Noslēpumi
- 2004 Nesauciet sev līdzi
- 2005 Another Dream
- 2010: Lullabies
- 2016: Uz Ilūziju Tilta